# Traian, Tulcea
Traian (în trecut Satu Nou) este un sat în comuna Cerna din județul Tulcea, Dobrogea, România.
Se află în partea de vest a județului, în vestul depresiunii Cerna-Mircea Vodă, pe Valea Cerna. La vest de sat se află lacul omonim. La nord-est în sat se află dealul Cale-Baie cu situl arheologic din epoca romană.